# 剃刀光芒
剃刀光芒（Razorlight）是一支来自英国伦敦的四人乐队，于2002年成立。

## 成员
目前成员：
- 约翰尼·博雷尔（Johnny Borrell） - 主唱、节奏吉他手
- 比约恩·阿格伦（Björn Ågren） - 吉他手
- 卡尔·达勒莫（Carl Dalemo） - 贝斯吉他手
- 大卫·沙利文-卡普兰（David "Skully" Sullivan-Kaplan） - 鼓手

## 作品列表
专辑：
- Up All Night (2004)
- Razorlight (2006)
- Slipway Fires (2008)